# Witold Szymanowski

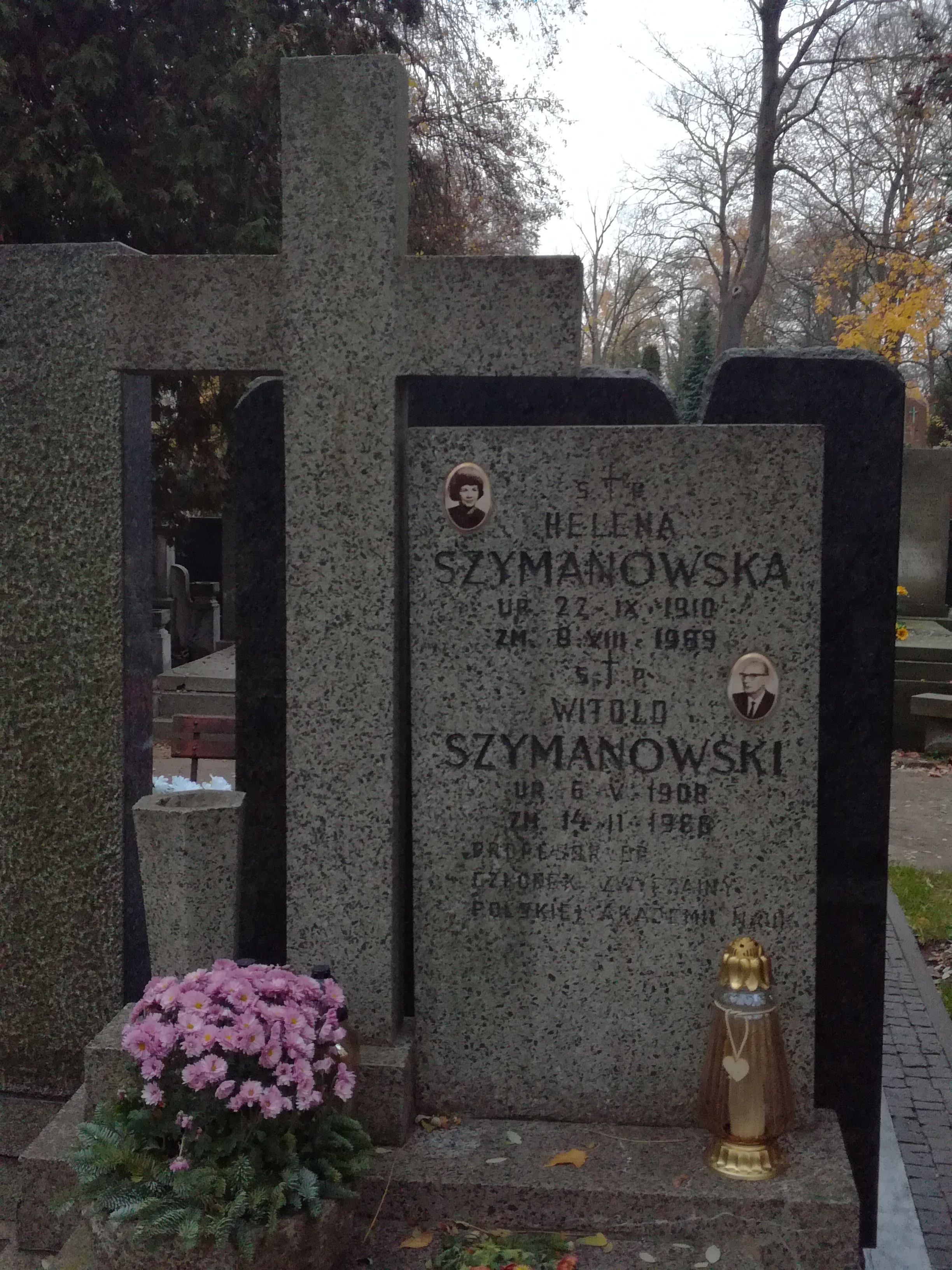
Grób prof. Witolda Szymanowskiego na cmentarzu Bródnowskim w Warszawie

Witold Szymanowski (ur. 6 maja 1908 w Wiszni koło Winnicy, zm. 14 lutego 1986 w Warszawie) – inżynier mechanik, profesor Politechniki Warszawskiej.
Ukończył studia na Wydziale Mechanicznym Politechniki Warszawskiej. W 1950 rozpoczął pracę na Politechnice Warszawskiej, w 1952 został członkiem korespondentem, w 1969 członkiem rzeczywistym Polskiej Akademii Nauk, w latach 1966-1971 członkiem jej prezydium i sekretarzem naukowym Wydziału IV Nauk Technicznych.
Był autorem prac teoretycznych i projektów dotyczących obrabiarek do skrawania metali oraz licznych norm dotyczących obrabiarek. W 1955 otrzymał Krzyż Kawalerski Orderu Odrodzenia Polski. Zmarł w wieku 78 i spoczął na cmentarzu Bródnowskim w Warszawie (kw. 23A-II-5).